# Lorne Loomer
Lorne Kenneth Loomer (* 11. März 1937 in Victoria, British Columbia; † 1. Januar 2017) war ein kanadischer Ruderer.
Lorne Loomer ruderte im Achter der University of British Columbia zusammen mit Donald Arnold, Archibald MacKinnon und Walter D’Hondt. Die vier Ruderer qualifizierten sich überraschend im Vierer ohne Steuermann für die Olympischen Spiele 1956 in Melbourne. Im Finale der Olympischen Regatta siegten die vier Kanadier mit über zehn Sekunden Vorsprung vor dem Boot aus den Vereinigten Staaten.
Bei den British Empire and Commonwealth Games 1958 in Cardiff gewannen die Kanadier den Titel im Achter. Bei den Olympischen Spielen 1960 in Rom sollten die vier Olympiasieger von 1956 ebenfalls mit dem kanadischen Achter antreten, der die Silbermedaille gewann. Loomer wurde aber kurzfristig durch David Anderson ersetzt, startete stattdessen zusammen mit Keith Donald im Zweier ohne Steuermann und schied im Hoffnungslauf aus.
Loomer schloss die Studiengänge Pharmazie und Internationale Beziehungen ab und arbeitete später als Rudertrainer, Apotheker und als Lehrer für Aquarellmalerei.